# 伊利可汗
伊利可汗（古テュルク語:   - Bumïn qaγan、漢音：いりかがん、拼音：Yīlì kĕhàn、? - 552年）は、突厥の土門（トメン、ブミン：万人長）で、初代可汗。大葉護吐務の子。伊利可汗（イリグカガン：Ilig-qaγan）というのは可汗号で、姓は阿史那氏、名は不明（ここでは便宜上、土門とする）。『新唐書』では吐門と表記。

## 生涯
突厥部の部族長となり、茹茹（柔然）可汗国の土門となる。
西魏の大統12年（546年）、鉄勒が柔然を討とうとしたので、土門は突厥部を率いて迎撃し、5万余落を降伏させた。これに乗じて土門は柔然に求婚したが、柔然可汗の阿那瓌は突厥が鍛鉄奴隷の身分なので大いに怒り、使者を送って罵った。土門はその使者を斬ると柔然の支配から離脱し、西魏に遣使を送って朝貢して、西魏に求婚した。
大統17年（551年）6月、西魏の長楽公主を娶って妻とした。この年、西魏の文帝が崩御したので、土門は遣使を送って弔問し、馬200匹を贈った。
西魏の廃帝元年（552年）1月、土門は兵を発して柔然を撃ち、懐荒の北にて大破した。阿那瓌は自殺し、その子の菴羅辰は北斉に逃げ、柔然の余衆は阿那瓌の叔父の鄧叔子を立てて可汗とした。土門は遂に自ら伊利可汗と号して独立し、突厥可汗国を建てた。
土門が死ぬと、子の科羅（乙息記可汗）が立つ（『隋書』では弟の逸可汗が立つ）。

## 妻子
- 可賀敦（カガトゥン：皇后）
  - 長楽公主
- 子
  - 科羅（乙息記可汗）
  - 燕都（木汗可汗）
  - 他鉢可汗
  - 褥但可汗

## 参考資料
- 『周書』（列伝第四十二 異域伝下）
- 『隋書』（列伝第四十九 北狄）
- 『新唐書』（列伝百四十上 突厥上・西突厥）